# Sage Creek Ranger Station
 (août 2020).
La Sage Creek Ranger Station est une station de rangers dans le comté de Carbon, dans le Montana, aux États-Unis. Protégée au sein de la forêt nationale de Custer, elle est inscrite au Registre national des lieux historiques depuis le 17 août 2020.